# Mill Creek (Minas Basin)
Mill Creek – zatoka (creek) zatoki Minas Basin (do 4 maja 1976 ciek do niej uchodzący od zachodu) w kanadyjskiej prowincji Nowa Szkocja, w hrabstwie Kings; nazwa urzędowo zatwierdzona 5 lipca 1951 (dla cieku obejmującego także obszar pływów – ten pierwszy otrzymał 4 maja 1976 nazwę Mill Creek Brook).